# Arpenteur général de l'Inde
L'arpenteur général de l'Inde ou Surveyor General of India est le chef du département du Survey of India (en) de l'Inde, un département relevant du ministère des sciences et de la technologie du gouvernement indien. 
L'arpenteur général est également le membre le plus ancien du Survey of India Service (en), un service d'ingénierie organisé sous l'Union de l'Inde.

## Historique
La Compagnie des Indes orientales nomme James Rennell pour surperviser la présidence du Bengale en 1767. Lord Clive le nomme arpenteur général. Colin Mackenzie est nommé arpenteur général de la présidence de Madras en 1810, mais ces postes sont abolis en 1815 et Mackenzie est alors nommé premier arpenteur général de l'Inde.

### Chronologie
Sources de la chronologie,, :
- 1815–1821 : Colin Mackenzie
- 1821–1823 : John Hodgson
- 1823–1826 : Valentine Blacker (en)
- 1826–1829 : John Hodgson
- 1829–1830 : Henry Walpole
- 1830–1843 : George Everest
- 1843–1861 : Andrew Scott Waugh
- 1861–1878 : Henry Edward Landor Thuillier (en)
- 1878–1883 : James Thomas Walker
- 1884–1887 : George Charles Depree
- 1887–1895 : Henry Ravenshaw Thuillier (en)
- 1895–1899 : Charles Strahan
- 1899–1904 : St George Corbet Gore (en)
- 1904–1911 : Francis Bacon Longe
- 1911–1919 : Sidney Gerald Burrard (en)
- 1919–1924 : Charles Henry Dudley Ryder
- 1924–1928 : Edward Aldborough Tandy
- 1928–1933 : Robert Henry Thomas
- 1933–1937 : Harold John Couchman
- 1937–1941 : Sir Clinton Gresham Lewis
- 1941–1946 : Edward Oliver Wheeler (en)
- 1946–1951 : George Frederick Heaney
- 1951–1956 : Ian Henry Richard Wilson
- 1956–1961 : Gambhir Singh
- Mai – décembre 1961 : Rajendar Singh Kalha
- Janvier – avril 1962 : Eustace Randolf Wilson
- Mai 1962 – juin 1966 : Gambhir Singh
- Juillet 1966 – août 1969 : Jitindar Singh Paintal
- Septembre 1969 – juin 1971 : Jamshed A.F. Dalal
- Juilet 1971 – avril 1972 : Jitindar Singh Paintal
- Mai 1972 – mars 1976 : Hari Narain, Padam Shri
- Avril 1976 – novembre 1981 : Kishori Lal Khosla
- Décembre 1981 – janvier 1988 : Girish Chandra Agarwal
- Février – décembre 1988 : D M Gupta
- Janvier 1989 – novembre 1990 : Surinder Mohan Chadha
- Décembre 1990 – mars 1991 : A K Sanyal
- Avril 1991 – juin 1992 : Vinay Kant Nagar
- Juillet – décembre 1992 : C B Jhaldiyal
- Janvier 1993 – avril 1994 : D P Gupta
- Mai – juillet 1994 : P R Dutta
- Août – septembre 1994 : B B Sinha
- Octobre 1994 – mars 1997 : Surinder Prakash Mehta
- Avril 1997 – mars 2001 : Ashok Kumar Ahuja
- Avril - novembre 2001 : Ashok Kumar Ahuja
- Décembre 2001 – février 2005 : Prithvish Nag
- Mars – juin 2005 : Vacant
- Juillet 2005 – décembre 2007 : M Gopal Rao
- Janvier – juin 2008 : R S Tanwar
- 1er juillet – 13 juillet 2008 : T Ramaswami
- 14 juillet – octobre 2008 : Prithvish Nag
- Novembre 2008 – juillet 2009 : T Ramaswami
- Août – septembre 2009 : R S Tanwar
- Octobre – novembre 2009 : Manoj Tayal
- Novembre 2009 – 24 août 2010 : T Ramaswami
- 25 août 2010 – 30 avril 2015 : Swarna Subba Rao
- 1er mai 2015 – 7 avril 2016 : Rajendra Mani Tripathi
- 8 avril 2016 – 30 juin 2017 : Swarna Subba Rao
- 1er juillet – 30 septembre 2017 : VP Srivastava
- 1er octobre 2017 – 31 janvier 2019 : Girish Kumar
- 1er janvier – 14 janvier 2020 : Naveen Tomar
- 15 janvier 2020 - 15 janvier 2021 : Girish Kumar
- depuis le 16 janvier 2021 : Naveen Tomar